# 小菅 (成田市)
小菅（こすげ）は、千葉県成田市の大字。郵便番号は282-0027（成田国際空港内）、286-0127（その他）。

## 地理
成田市の南東部に位置し、遠山地区に所属する。
周辺の長田、堀之内、駒井野 、大清水、吉倉、山之作、大山、野毛平と隣接する。
東西を新空港自動車道が通っていて、西部に成田インターチェンジが一部当地域に差し掛かってる。
京成本線も通っているが当区域に駅は無い。
東部の一部区域が成田国際空港の敷地（一期地区）の一部となっており、A滑走路北端（16R）の誘導灯などが置かれている。
北部は取香川が長田との境界線となっている。
成田市編入前は、下埴生郡遠山村、小菅村に属していた。

## 世帯数と人口
2017年（平成29年）10月31日現在の世帯数と人口は以下の通りである。
| 大字 | 世帯数 | 人口  |
| ---- | ------ | ----- |
| 小菅 | 75世帯 | 178人 |

## 小・中学校の学区
市立小・中学校に通う場合、学区は以下の通りとなる。
| 地域 | 小学校             | 中学校             |
| ---- | ------------------ | ------------------ |
| 全域 | 成田市立遠山小学校 | 成田市立遠山中学校 |

## 施設

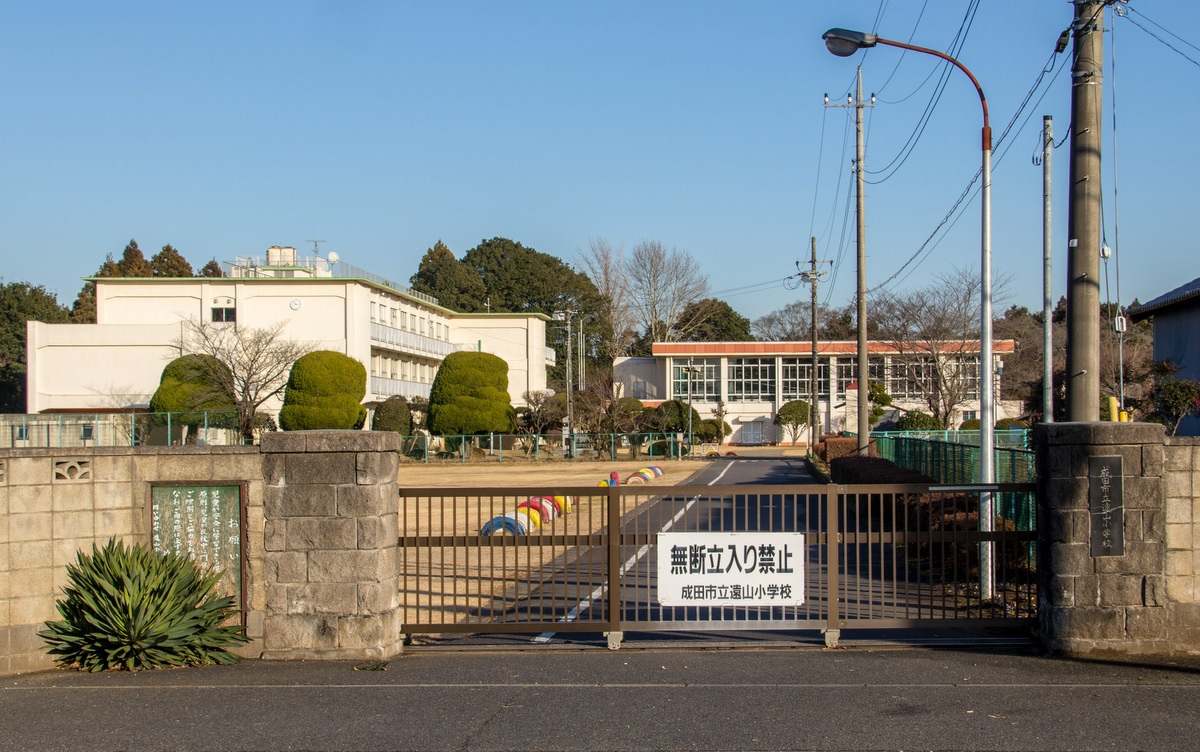
成田市立遠山小学校

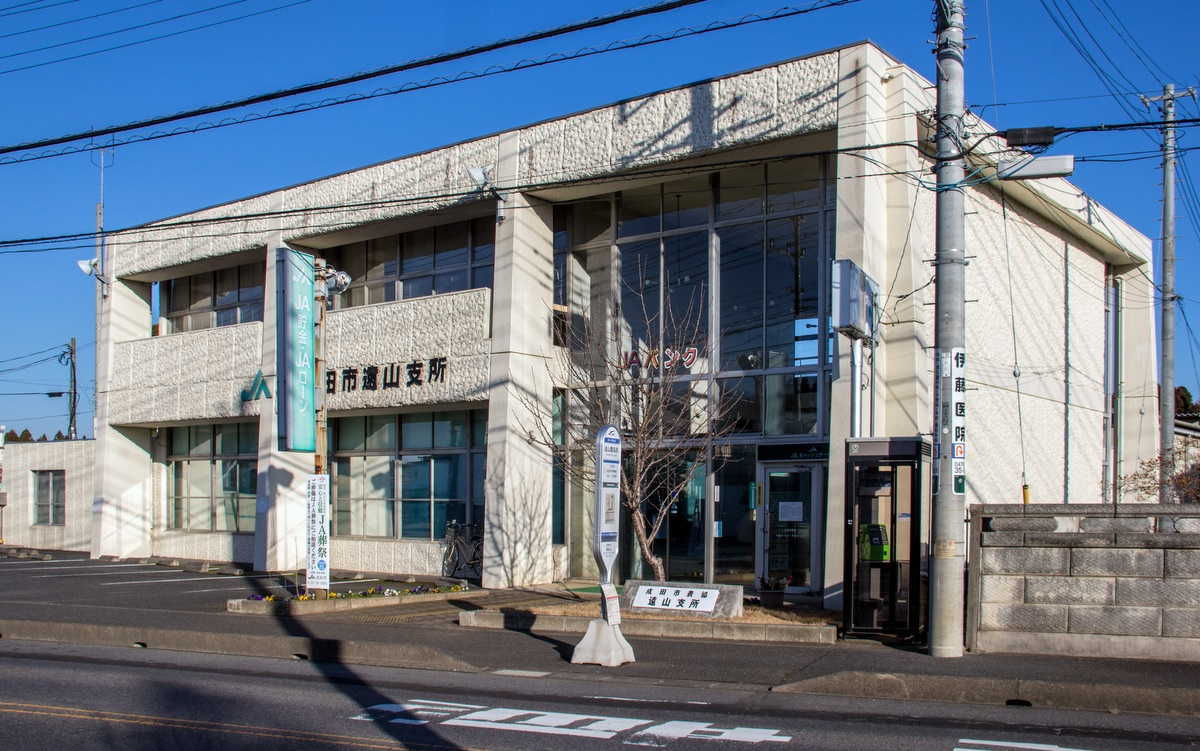
JA成田遠山支所

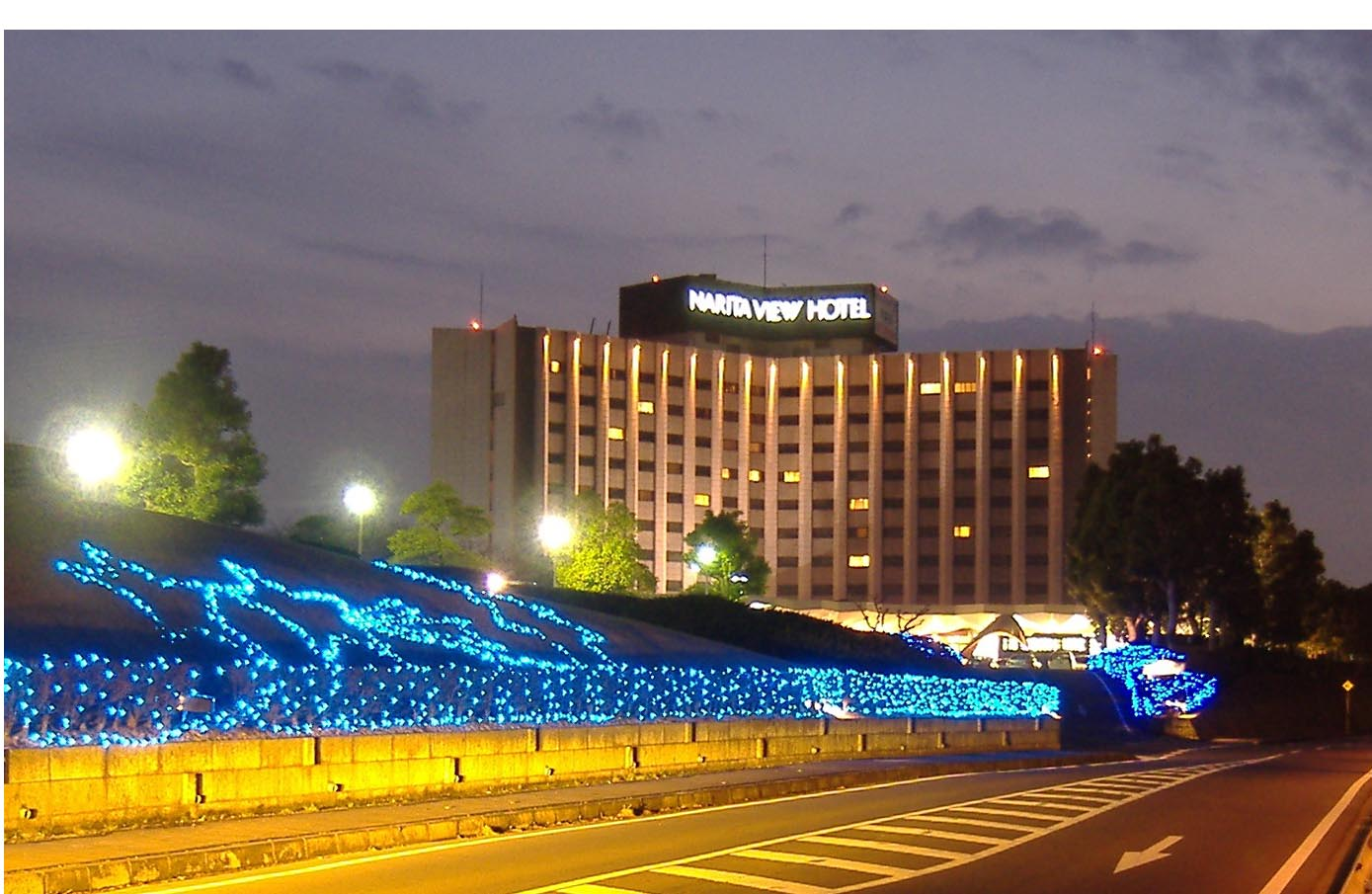
アートホテル成田（旧・成田ビューホテル）

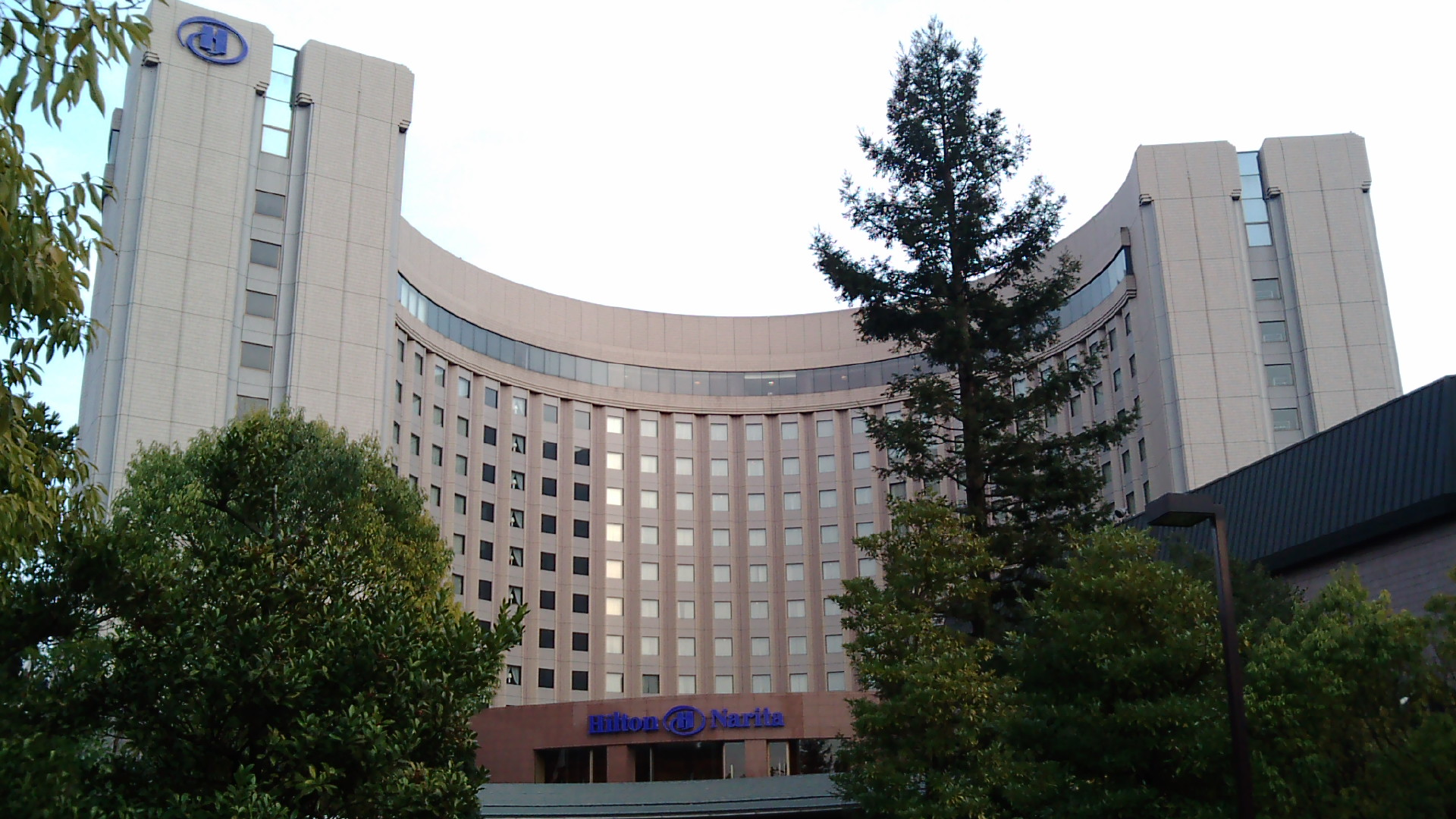
ヒルトン成田

- 成田国際空港
- 取香川
- 成田市立遠山小学校
- JA成田市遠山支所
- 側鷹神社
- 妙福寺
- アートホテル成田
- TJK成田ビューゴルフコース
- 小菅駐在所
- ヒルトン成田
- タイムズカーレンタル成田空港店
- 日進レンタカー成田営業所

## 交通

### 道路
- 千葉県道44号成田小見川鹿島港線（吉倉、駒井野方面）
- 千葉県道62号成田松尾線（芝山はにわ道・大清水方面）
- 国道295号（空港通り・大山、駒井野方面）

### バス
- ジェイアールバス関東（東関東支店）多古本線 - 八日市場駅～多古台バスターミナル～成田空港～成田駅
  - （遠山中学校前（大清水）） - 遠山農協前 - 法華塚 - （八富成田斎場（馬場））
    - 一部さくらの山公園（駒井野）を経由する便がある。
- 成田サークルバス（千葉交通） - マロウドインターナショナルホテル～京成成田駅～マロウドインターナショナルホテル
  - （ホテルマイステイズプレミア成田） - ヒルトン成田 - （ヒューマックス（ウイング土屋））